# Dorfkirche Görne

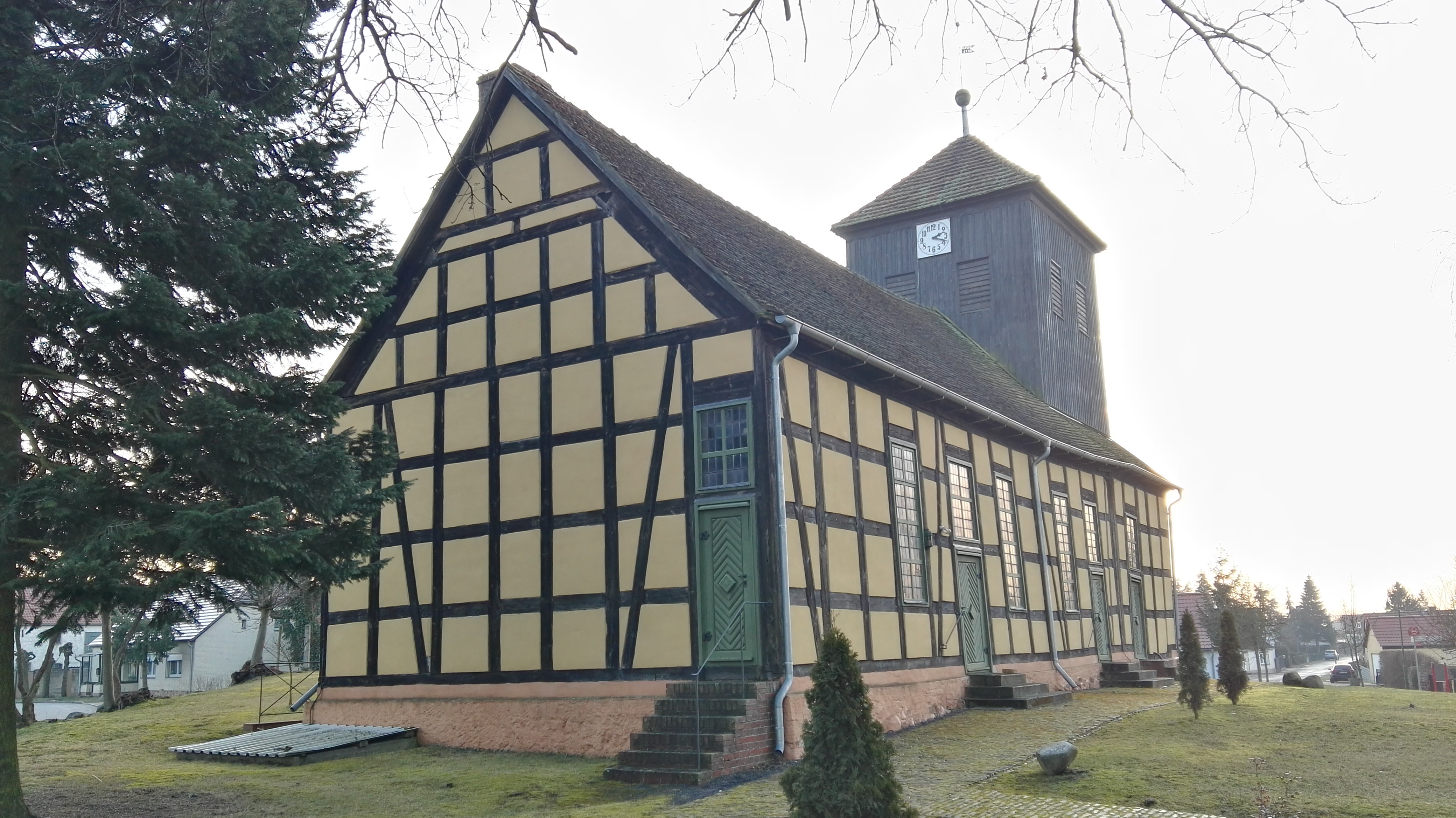
Dorfkirche Görne

Die evangelische, denkmalgeschützte Dorfkirche Görne steht in Görne, einem Ortsteil der Gemeinde Kleßen-Görne im Landkreis Havelland in Brandenburg. Sie gehört zum Kirchenkreis Nauen-Rathenow der Evangelischen Kirche Berlin-Brandenburg-schlesische Oberlausitz.

## Beschreibung
Görne wurde erstmals 1353 urkundlich erwähnt und befand sich vor 1353 bis 1872 im Besitz der von Bredow zu Friesack, Görne, Dickte, Klesse und Senzke. Im Jahr 1541 wurde von wüsten Höfen und Hufen in Görne berichtet, von denen der Junker dem Pfarrer den Zehnten entrichten sollte. Dieser besaß außerdem zwei Freihufen vor Görne und bekam Hebungen aus Görne und Klessen. Ein Einhufner aus Klessen musste ihm ebenfalls Abgaben leisten. Im Dreißigjährigen Krieg wurde die Dorfkirche vollständig zerstört.
Die Fachwerkkirche wurde 1728 unter dem Kirchenpatronat Gebhard Ludwig Friedrich von Bredow erbaut. Dem Satteldach ihres Langhauses wurde im Westen 1740 ein mit Brettern verschalter quadratischer Dachturm aufgesetzt, der mit einem Pyramidendach bedeckt ist. Er beherbergt die Turmuhr und den Glockenstuhl. Beide Gebäudeteile berührten sich, hatten jedoch keine Verbindung untereinander. Neben der Tür für den Kirchturm gab es zwei Türen für das Kirchenschiff und eine weitere Tür für den Kirchenpatron. Bereits um 1800 war die Konstruktion marode geworden; beim Läuten der Glocken geriet der Turm in Schwingungen. 1832 musste der Dachturm in der Höhe reduziert werden.
Der Innenraum ist mit einer Flachdecke auf Unterzügen überspannt, die von zwei Reihen Stützen getragen werden. An der Nordwand befindet sich eine Patronatsloge, an der Südwand der Pfarrstuhl. Zur Kirchenausstattung gehört ein Kanzelaltar in Formen des Rokoko aus der zweiten Hälfte des 18. Jahrhunderts, der in Jahren 1932 bis 1934 von Robert Sandfort bemalt wurde. Der Kirchturm wurde nicht ausgestaltet. Ein Förderverein kam 2021 auf die Idee, den Raum nutzbar zu machen. Seit März 2024 wurde eine Zwischendecke eingezogen, die Wände mit einem Schilf-Lehm-Putz versehen und der Boden gefliest. Geplant ist eine Nutzung durch den Förderverein als Ausstellungs- und Versammlungsraum. Zur weiteren Kirchenausstattung gehört eine achteckige Fünte aus dem Anfang des 17. Jahrhunderts sowie eine Patronatsempore an der Nordseite des Innenraums. An der Südwand steht ein Patronatsgestühl mit vergittertem Aufsatz.
Die Orgel mit bemalten Orgelpfeifen auf der Empore im klassizistischen Prospekt hat sechs Register, ein Manual und ein Pedal. Sie wurde 1880 von Albert Hollenbach gebaut. Die Brüstung der Empore ist mit Tafelbildern versehen.